# べにばな (列車)
べにばなは、東日本旅客鉄道（JR東日本）が新潟駅 - 米沢駅間を白新線・羽越本線・米坂線経由で運行する快速列車。2024年現在、全区間で運行を休止している。

## 概要

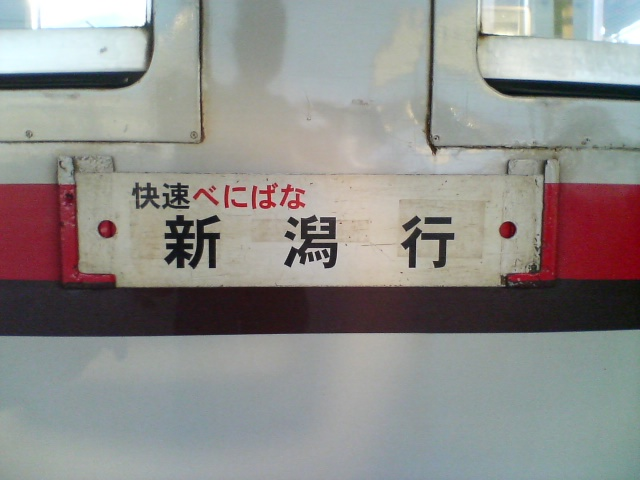
キハ40系時代の行先標

かつての急行「あさひ」が前身で、仙台と山形・新潟とを結ぶ都市間連絡急行として重要な役割を果たしていた。特に急行列車が主流だった頃は、多層建て列車として、新潟 - 坂町で急行「羽越」と併結、仙台 - 山形で急行「月山」と併結、山形 - 米沢で急行「もがみ」・「千秋」と併結して運行していた。
1982年11月15日に上越新幹線が開業した際、「あさひ」は速達タイプの列車愛称として採用され、現名称に改称された。山形県特産のベニバナ（同県の県花でもある）に由来する。
その後は米坂線と併走する国道113号の高規格化、山形新幹線工事に伴う奥羽本線の標準軌化、そして高速道路網の整備などで、仙台・新潟間の都市間輸送列車としての役目をほぼ終え、現在では米坂線内が各駅停車となるなど、米坂線沿線地域と新潟方面および上越新幹線を結ぶ輸送、米坂線内のローカル輸送に役割を変えている。
なお、現在では鉄道での仙台 - 新潟間は大宮乗換で東北・上越新幹線を利用するルートが最速となっている。また、仙台 - 新潟間には磐越自動車道・東北自動車道を経由する高速バス（WEライナー）が、山形 - 新潟間には国道113号・日本海東北自動車道を経由する特急バス（Zao号）が、それぞれ運行されている。
2022年の豪雨災害に伴う米坂線の一部区間長期不通以降は新潟県の羽越線区間でのみ運行されていた（列車自体は名前なしの快速）が、2023年3月18日の改正でその列車が廃止され、運行休止状態となっている。

## 運行概況
2022年3月現在のものを示す。
1日1往復の運転で、朝に新潟駅発、夕方に米沢駅発が設定されている。羽越本線では停車駅が特急「いなほ」と同等に絞られている一方で、米坂線内では各駅停車となっている。

### 停車駅
新潟駅 - 豊栄駅 - 新発田駅 - 中条駅 - 坂町駅 -（米坂線内全駅停車）- 米沢駅
- 米坂線の駅はリンク先を参照

### 使用車両
新津運輸区所属のキハ110系が使用されている。
2018年3月ダイヤ改正前までは、新津運輸区所属のキハE120形・キハ110系の両方またはいずれかの2両編成で運転されていた。キハE120形はATS-P非搭載であることから新潟駅乗り入れ不可となったため、2018年3月ダイヤ改正以降は、原則として新津運輸区所属のキハ110系2両編成のみが使用されている。
さらにそれ以前はキハ40系
・キハ58系が用いられていた。

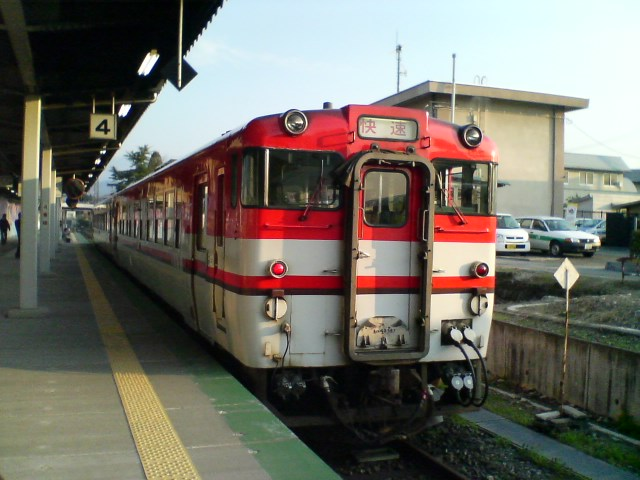
キハ40系・キハ58系時代の「べにばな」 （2008年4月 米沢駅）

## 沿革
- 1960年（昭和35年）- 仙台駅 - 新潟駅間を仙山線・奥羽本線・米坂線・羽越本線経由で運行される準急列車「あさひ」として2両で運行開始。
  - その名前は、米坂線沿線にある朝日連山に因むものである。
- 1962年（昭和37年）- 「あさひ」1往復増発。「あさひ」2往復体制となる（1往復2両、1往復3両）。
- 1966年（昭和41年）- 「あさひ」、急行列車に昇格（1往復3両、1往復5両）。
  - この頃、「あさひ」が都市間連絡急行として重要な役割を果たしていた。端的な例として、新潟駅より急行列車を使って盛岡駅以外の東北5県の県庁所在地駅に乗り換え無しで行く事が出来た。この当時、いかに急行列車が都市間移動に重宝されていたかがよく分かる。ちなみに末期ではあるが、時刻表昭和51年（1976年）10月号から抜き出すと以下のようになる。
  - 秋田駅・青森駅

  - 「天の川」801レ　新潟発 5時35分→秋田着10時24分
  - 「羽越1号」811D　新潟発 7時19分→秋田着12時00分
  - 「きたぐに」501レ　新潟発 9時08分→秋田着13時46分→青森着17時10分
  - 「しらゆき」503D　新潟発14時31分→秋田着19時01分→青森着22時15分
  - 「羽越2号」813D　新潟発15時33分→秋田着22時36分

  - 福島駅・山形駅・仙台駅

  - 「あさひ1号」612D　新潟発 7時19分→山形着10時55分→仙台着12時30分（羽越・米坂・奥羽・仙山線経由）
  - 「あがの1号」913D　新潟発 8時20分→福島着13時15分→仙台着15時24分（磐越西線・東北本線経由）
  - 「あさひ2号」614D　新潟発15時33分→山形着19時17分→仙台着20時50分（羽越・米坂・奥羽・仙山線経由）
  - 「あがの2号」915D　新潟発16時14分→福島着20時55分→仙台着23時13分（磐越西線・東北本線経由）
- 1978年（昭和53年）- 2往復とも、6両化。
- 1982年（昭和57年） - 上越新幹線開業を前に「あさひ」の名称は「べにばな」に改称。
  - 尚、新幹線列車の「あさひ」は運行当初は「ひかりタイプ」として運行。以降は「とき」を参照。
- 1985年（昭和60年） -「べにばな」、快速「仙山」と系統を分離し、運行区間を山形駅発着に変更。同時に2往復とも3両化。
- 1991年（平成3年）8月27日 - 「べにばな」、山形新幹線工事の進捗に伴い、米沢駅発着の快速列車に格下げ[2]。

廃止時停車駅（「あさひ」時代を含めて）
- 仙台駅 - 北仙台駅 - 作並駅 - 山寺駅 - 北山形駅 - 山形駅 - 上ノ山駅（現・かみのやま温泉駅） - 赤湯駅 - 糠ノ目駅（現・高畠駅） - 米沢駅 - 西米沢駅 - 羽前小松駅 - 今泉駅 - 羽前椿駅 - 小国駅 - 越後金丸駅 - 越後下関駅 - 坂町駅 - 中条駅 - 新発田駅 - 豊栄駅 - 新潟駅

- 2001年（平成13年） - 夜の時間帯の快速「べにばな4号」を廃止、新津（水原経由） - 坂町 - 米沢間の普通列車に格下げ。
- 2002年（平成14年） - 昼の時間帯の快速「べにばな1号」を坂町駅止まりとする（坂町で普通・新潟行に接続）。
- 2004年（平成16年）8月28日-29日 - 団体臨時列車として、新潟 - 米沢間で急行「あさひ」がリバイバル運転運行される[3]。
- 2007年（平成19年）3月18日 - 昼の時間帯の快速「べにばな1号」が各駅停車に格下げ（号数自体は3月15日に廃止）。「べにばな」の愛称を持つ列車は1往復のみとなる。

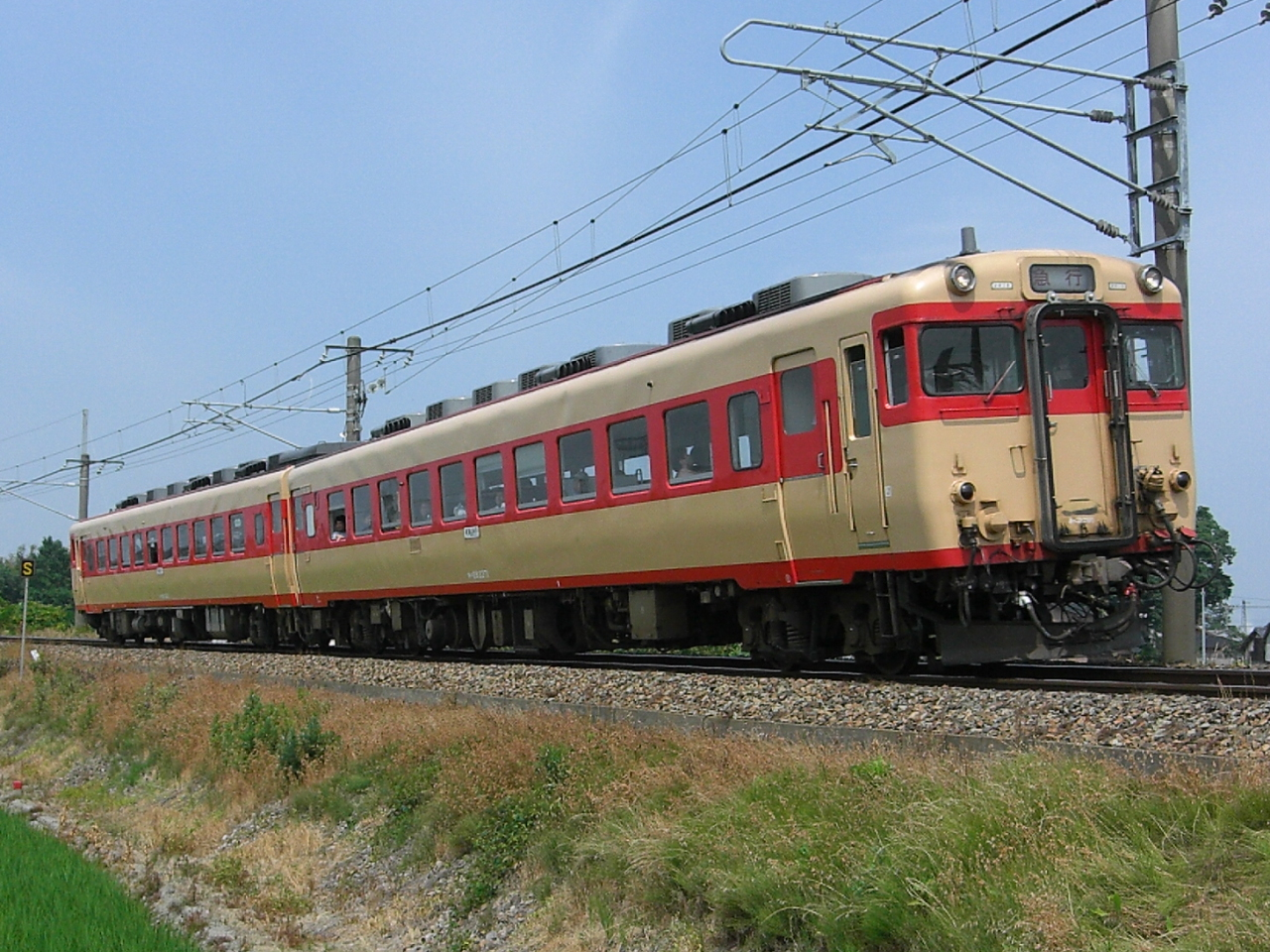
2008年のリバイバル運転
（2008年6月28日 佐々木 - 黒山）

- 2008年（平成20年）6月28日-29日 - 団体臨時列車として、新潟 - 米沢間で急行「あさひ」がリバイバル運転運行される。
  - 運行車両はキハ58新津車、国鉄急行色2両。
- 2009年（平成21年）3月14日 - 車両をキハE120形・キハ110形気動車に置き換え。同時に新潟 - 米沢の全区間でワンマン運転開始。
- 2018年（平成30年）3月17日 - 新潟駅高架化を前に、運用車両がキハ110形に統一される。
- 2022年（令和4年）
  - 8月3日 - 羽越本線・米坂線内での豪雨災害に伴い、全列車が全区間運休となる。
  - 8月11日 - 新潟 - 坂町間で臨時快速1往復を「べにばな」と同一時刻にて運行開始。
- 2023年（令和5年）3月18日 - ダイヤ改正により、新潟 - 坂町間での臨時快速の運行を終了。同時に定期列車の「べにばな」が時刻表から抹消され、正式に運行休止となる。